# Хенк Ларос
Хенк Ларос (нидерл. Henk Laros) (5 февраля 1919 — 12 февраля 1986) — нидерландский шашист и шашечный композитор. Двукратный вице-чемпион страны (1948, 1955). Участник чемпионата мира 1948 года. Национальный мастер.
Член (с 22 ноября 1948 года) символического клуба победителей чемпионов мира Роба Клерка.

## Спортивные достижения
Участник одного чемпионата мира. В 1948 году занял 5 место из 11 возможных. 
Участник 9 чемпионатов Нидерландов.
- NK 1948 — второе место, набрав 17 очков в 13 партиях.
- NK 1949 — 9 место, набрав место, набрав 13 очков в 14 партиях.
- NK 1951 — 6 место, набрав место, набрав 10 очков в 10 партиях.
- NK 1952 — общее четвертое место, набрав 12 очков в 11 партиях.
- NK 1953 — 8 место, набрав место, набрав 12 очков в 13 партиях.
- NK 1954 — 4 место, набрав место, набрав 17 очков в 13 партиях.
- NK 1955 — разделил первое место вместе с Кесом Келлером, набрав 15 очков в 12 партиях. В дополнительном поединке за 1 место сначала сыграли два матча, оба из которых закончились ничьей. Затем было решено, что первый, кто выиграет, станет чемпионом. После 10 партий выиграл R.C. Keller.
- NK 1957 — 9 место, набрав 16 очков в 15 партиях.
- NK 1964 — разделил 7 место, набрав 15 очков в 15 партиях.

Легенда.
NK — сокращение от Nederlands kampioenschap dammen, буквально Чемпионат Нидерландов по шашкам.